# Sebastes polyspinis
Sebastes polyspinis är en fiskart som först beskrevs av Anatoly Yakovlevich Taranetz och Peter Alekseevich Moiseev, 1933.  Sebastes polyspinis ingår i släktet Sebastes och familjen kungsfiskar. Inga underarter finns listade i Catalogue of Life.